# Rosso (Mauritânia)
Rosso (em árabe: روصو, transl. Rusu; também القوارب, transl. Al-Kuwarib)  é a principal cidade do sudoeste da Mauritânia, capital da região (région) de Trarza. Situa-se no rio Senegal, a 204 quilômetros da capital do país, Nuaquexote. 